# Monobactam
Monobactamer er en gruppe β-lactam antibiotika hvor β-lactam-ringen er alene og ikke knyttet sammen med en anden ring. De har kun virkning imod Gram-negative bakterier.
Det eneste stof i gruppen i klinisk brug er aztreonam (handelsnavne: Azactam® og Cayston®). Aztreonam anvendes til behandling af infektioner forårsaget af bakterier resistente overfor penicilliner, eller hos patienter som er allergiske overfor penicilliner og/eller cefalosporiner. Derudover anvendes aztreonam til behandling af kronisk lungebetændelse forårsaget af bakterien Pseudomonas aeruginosa hos voksne med cystisk fibrose.